# II-82
De II-82 is een nationale weg van de tweede klasse in Bulgarije. De weg loopt van Sofia via Samokov naar Kostenets. De II-82 is 83 kilometer lang.